# Camp del Carrer Indústria
Camp del Carrer Indústria var FC Barcelonas første stadion. Det blev indviet den 14. marts 1909, efter at holdet de første ti år havde spillet på lånte baner.
Stadionet var placeret mellem gaderne Carrer Indústria, Carrer d'Urgell, Carrer Villaroel og Carrer Cuello. Hovedindgangen var fra Carrer Indústria, medens at en mindre indgang fra Carrer d'Urgell gav adgang for medlemmer af klubben.
Med plads til blot 6.000 tilskuere, og uden mulighed for at udbygge kapaciteten, blev pladsen hurtigt for trang for den hastigt voksende klub, og allerede i 1922 flyttede holdet til det nybyggede Camp de Les Corts.